# Old Hemp
Old Hemp (září 1893 – květen 1901) byl pes (samec) plemene border kolie, který je v současnosti považován za předka všech novodobých border kolií. Vlastnil jej Adam Telfer, který ho využíval jako pasteveckého psa pro nahánění ovcí. Právě styl práce Old Hempa byl velmi specificky a také odlišný od ostatních psů té doby. Později se tento styl stal nejběžnějším a je tím nejčastěji využívaným i v současnosti.

## Život
Old Hemp se narodil v září 1893 páru psů Adama Telfera ve West Woodburn v Northumberlandu. Matka Old Hempa byla Meg, klidný ovčák černého zbarvení, a otec byl Roy, aktivní ovčácký pes s uvolněnou povahou a bíločerným zbarvením. Samotný Old Hemp byl převážně černě zbarvený, bílé chlupy měl pouze na tlapách a hrudi. I přesto lze z dobových vyobrazení jasně vyvodit, že se jedná o border kolii a to nejen zbarvením, ale především stavbou těla.
Už od šesti týdnů se Old Hemp začal učit práce s ovcemi a již v té době pracoval odlišně. Například se pohyboval zcela tiše (běžně byli pastevečtí psi velice hlasití), také byl klidný a místo aby ovce rozptyloval, měl sklony se od nich vzdalovat a tím je uklidňovat. Tento styl později převzala většina chovatelů ovčáckých psů a učila je i své psy.
Old Hemp zemřel v květnu 1901 ve věku 8 let. Příčina smrti zůstala neznámá.

## Odkaz
Old Hemp je v současnosti považován za „otce“ všech moderních border kolií. Odhady místních a jeho majitele tvrdí, že měl přes 200 potomků. Ti jsou snadno rozeznatelní například kvůli hrubší srsti, než je u border kolií běžné. Jedním z potomků Old Hempa byl i Hemp. Ten roku 1924 vyhrál Mezinárodní šampionát ovčáků. Nebyl ovšem jediný, téměř každá z devětadvaceti kolií, které šampionát mezi lety 1906 až 1951 vyhrály, měly ve svém rodokmenu Old Hempa. 
Významný byl i Old Hempův vnuk Sweep, který Šampionát ovčáckých psů vyhrál hned dvakrát.
V roce 2012 byla odstartována na Facebooku kampaň pro vytvoření pomníku na památku Old Hempa. Pomník byl nakonec v místě rodiště Old Hempa skutečně vystavěn. Slavnostní odhalení se konalo 8. září 2015 a účastnilo se ho velké množství border kolií a jejich majitelů.